# 184
| Calendário gregoriano                                                        | 184 CLXXXIV                     |
| Ab urbe condita                                                              | 937                             |
| Calendário arménio                                                           | -368 – -367                     |
| Calendário bahá'í                                                            | -1660 – -1659                   |
| Calendário budista                                                           | 728                             |
| Calendário chinês                                                            | 2880 – 2881                     |
| Calendário copta                                                             | -100 – -99                      |
| Calendário etíope                                                            | 176 – 177                       |
| Calendários hindus - Vikram Samvat - Calendário nacional indiano - Cáli Iuga | 239 – 240 105 – 106 3284 – 3285 |
| Calendário Holoceno                                                          | 10184                           |
| Calendário islâmico                                                          | 452 BH – 451 BH                 |
| Calendário judaico                                                           | 3944 – 3945                     |
| Calendário persa                                                             | 438 BP – 437 BP                 |
| Calendário rúnico                                                            | 434                             |
| Calendário solar tailandês                                                   | 727                             |

184 (CLXXXIV na numeração romana) foi um ano bissexto do século II do Calendário Juliano, da Era de Cristo, as suas letras dominicais foram E e D (53 semanas), teve início a uma quarta-feira e terminou a uma quinta-feira.
| Ano completo                           |
| -------------------------------------- |
| Ano bissexto com início à quarta-feira |

## Eventos
Revolta dos Turbantes Amarelos, liderados por Zhang Jiao, na China contra o domínio da Dinastia Han